# Gesetz betreffend die Einführung einer einheitlichen Zeitbestimmung
Mit dem Gesetz betreffend die Einführung einer einheitlichen Zeitbestimmung vom 12. März 1893 (RGBl. S. 93) ist für das Deutsche Reich ab dem 1. April 1893 die mittlere Sonnenzeit des fünfzehnten Längengrades östlich von Greenwich (auch Mitteleuropäische Zeit MEZ genannt) als gesetzliche Uhrzeit festgelegt worden.

## Vorgeschichte

### Eisenbahnzeiten im Deutschen Reich
Vor der Vereinheitlichung der Zeitbestimmung hatte in jedem Ort die jeweilige Ortszeit gegolten, die sich nach dem örtlichen Sonnenstand richtete. Für die Fahrpläne des sich über größere Gebiete erstreckenden Eisenbahnverkehrs benutzten die Eisenbahngesellschaften die Ortszeit eines Ortes ihres Gebietes als einheitliche Eisenbahnzeit.
Die Bahnen in Preußen, Mecklenburg, Oldenburg, Sachsen und Elsaß-Lothringen verwendeten im dienstlichen Betrieb die Berliner Zeit. Diese „Innerer Dienst“ genannte Zeit galt nur für die Angestellten der Bahn und für deren Uhren und Fahrpläne; der sogenannte „Äußere Dienst“ der Bahn orientierte sich an den Ortszeiten, also an den Bahnhofsuhren und den Uhren auf den Gleisen, die die Lokalzeiten anzeigten. Für die Bahnmitarbeiter bedeutete dies, ständig mit zwei Zeiten/Uhren arbeiten zu müssen.
Bei den Bahnen in Bayern, Württemberg, Hessen, Baden und in der Pfalz galt die Ortszeit ihrer Hauptorte München, Stuttgart, Frankfurt, Karlsruhe bzw. Ludwigshafen.
Die Zeitunterschiede betrugen bis zu 20 Minuten, je nach genutzten Bahngesellschaften.
| Uhranzeigeunterschied von … (↓) nach … (→) | Uhranzeigeunterschied von … (↓) nach … (→) | Uhranzeigeunterschied von … (↓) nach … (→) | Baden | Pfalz | Hes- sen | Würt- tem- berg | Bay- ern | Rest |
| ------------------------------------------ | ------------------------------------------ | ------------------------------------------ | ----- | ----- | -------- | --------------- | -------- | ---- |
| Baden                                      | Karlsruhe                                  | 8° 24' Ost                                 |       | 0     | +1       | +3              | +13      | +20  |
| Pfalz                                      | Ludwigshafen                               | 8° 27' Ost                                 | 0     |       | +1       | +3              | +13      | +20  |
| Hessen                                     | Frankfurt                                  | 8° 41' Ost                                 | -1    | -1    |          | +2              | +12      | +19  |
| Württemberg                                | Stuttgart                                  | 9° 11' Ost                                 | -3    | -3    | -2       |                 | +10      | +17  |
| Bayern                                     | München                                    | 11° 34' Ost                                | -13   | -13   | -12      | -10             |          | +7   |
| Rest                                       | Berlin                                     | 13° 24' Ost                                | -20   | -20   | -19      | -17             | -7       |      |

| Bahngesellschaften ohne gegenseitige Berührungspunkte |

### Fünf Standardzeiten am Bodensee
Wer den Bodensee einmal umrunden wollte, der musste seine Uhr ganze fünf Mal umstellen. Ausgehend vom Großherzogtum Baden im Uhrzeigersinn: Königreich Württemberg, Königreich Bayern, Österreich-Ungarn, die Schweiz und wieder in Baden.
Schon seit den 1870er-Jahren hatten sich die Eisenbahnen im Reich für eine stärkere Vereinheitlichung ausgesprochen.

### Uhrzeit in Industrie, den Fabriken oder Werkstätten
In sogenannten „Arbeitsordnungen“ wurde festgehalten, welche Zeit an der Arbeitsstelle bindend war. Oft war das die dortige Fabrikuhr. Die Taschenuhr, die zum Ende des 19. Jahrhunderts erschwinglich wurde, war ein ständiger Wegbegleiter der Arbeiter, auch um die Richtigkeit der Fabrikuhr zu kontrollieren.

### Forderung aus dem Militär
Generalfeldmarschall Helmuth von Moltke forderte bei einer Rede im Reichstag 1891 die Vereinheitlichung der Zeiten, wodurch eine einfachere Mobilmachung und Truppenbewegung des deutschen Heeres sichergestellt werden sollte, die er durch die fünf verschiedenen Zeiten im Reich gefährdet sah.

### Landesweite Zeitbestimmungen außerhalb des Deutschen Reichs
In anderen europäischen Ländern galt bereits seit längerem i. d. R. die Ortszeit der Hauptstadt als landesweite einheitliche Zeit, so dass die Eisenbahngesellschaften keine eigene Eisenbahnzeit benötigten.
England und Schottland hatten bereits seit 1847 die durch den Längengrad von Greenwich bestimmte, heute als Greenwich Mean Time weiterhin benutzte Zeit.
Frankreich, Belgien, die Niederlande, Dänemark und Norwegen verwendeten die Ortszeit ihrer jeweiligen Hauptstadt, Schweden eine von der Stockholmer um 12 Minuten abweichende Zeit.
Nur in Österreich-Ungarn, in Russland und in Italien gab es mehrere Einheitszeiten: zwei in Österreich-Ungarn (Prager und Budapester Zeit), die bereits Anfang der 1890er-Jahre an die MEZ gekoppelt und somit vereinheitlicht wurden, im europäischen Teil Russlands (Petersburger und Moskauer Zeit), drei in Italien (Rom-Zeit für das Festland, Palermo-Zeit für Sizilien und Cagliari-Zeit für Sardinien).
Darüber hinaus führten auch globale Entwicklungen, wie die Festlegung des Nullmeridians bei der Internationalen Meridian-Konferenz von 1884, zur Notwendigkeit einer einheitlichen Zeit im Reich.

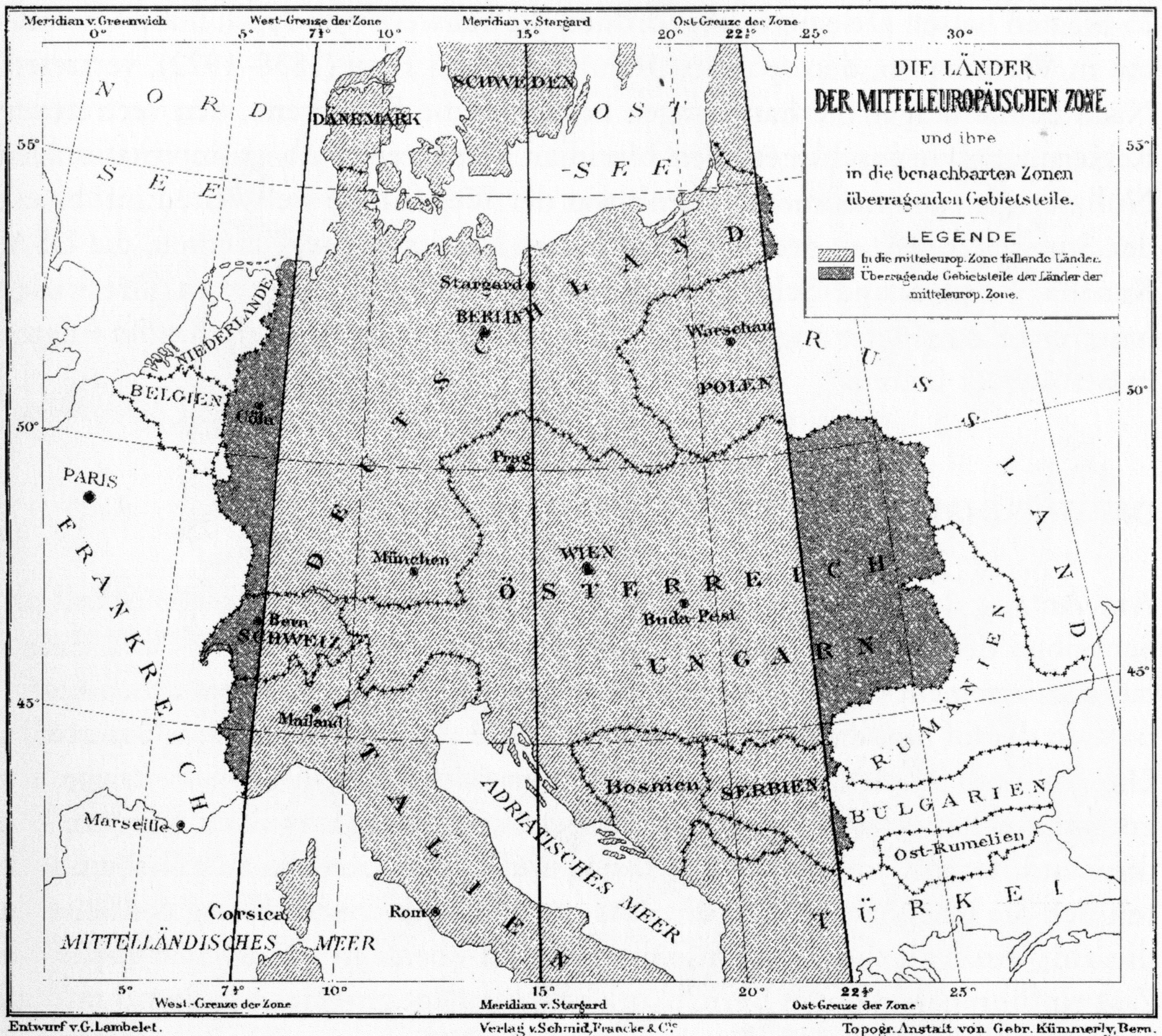
Die Landkarte von 1894 zeigt, dass das damalige Deutsche Reich ziemlich gut in die idealisierte Zeitzone 15°Ost ±7,5° passte.

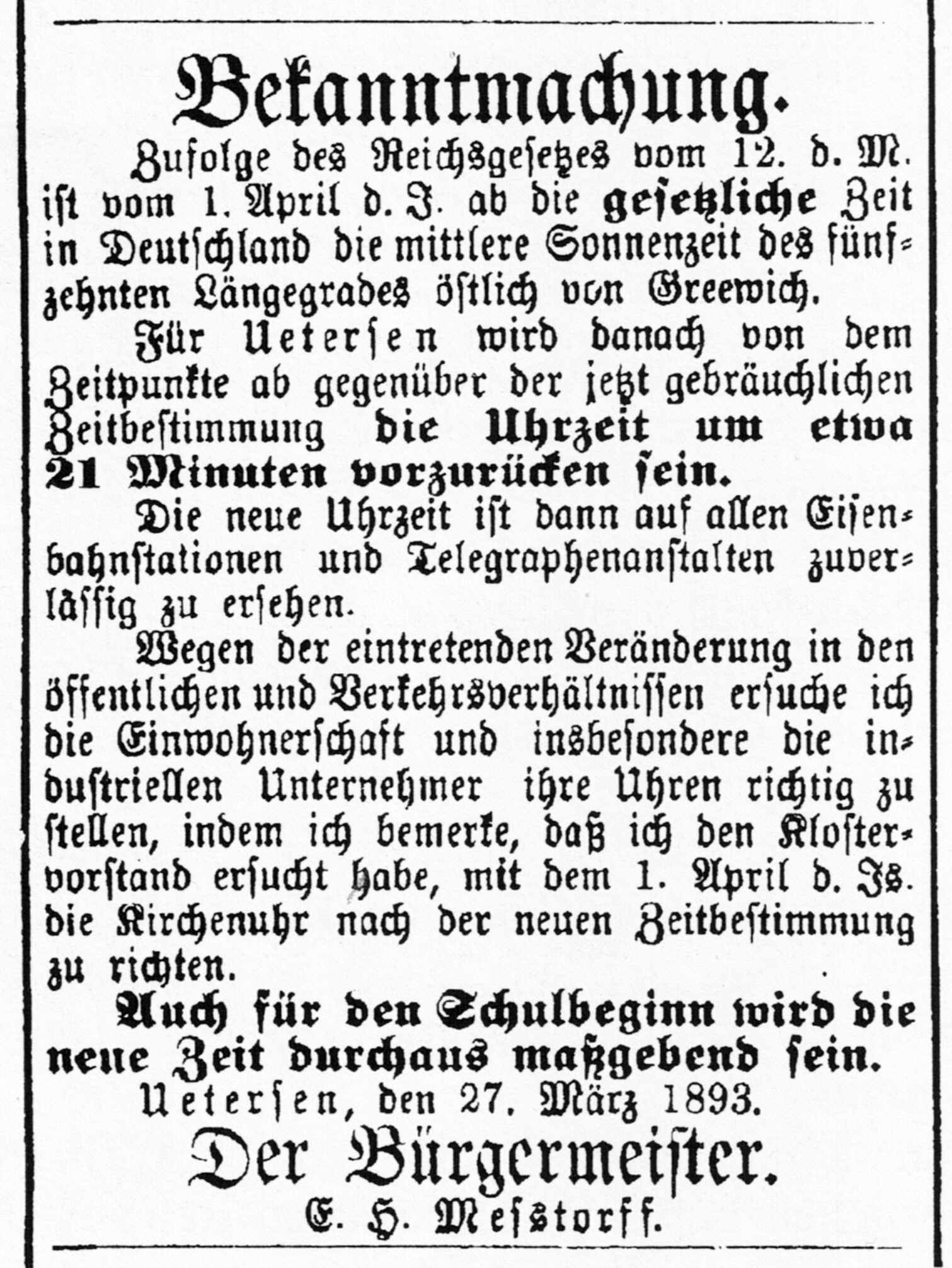
Bekanntmachung in Uetersen zur Zeitumstellung am 1. April 1893 von Ortszeit auf die mittlere Sonnenzeit des fünfzehnten Längengrades östlich von Greenwich

### Von der Eisenbahnzeit zur Zonenzeit
Nach der Eisenbahnzeit wurden die Dienstfahrpläne, mit deren Hilfe z. B. die Fahrzeiten, Anschlusszeiten, Zeiten der Zugkreuzungen u. ä. ermittelt werden konnten, aufgestellt. Weil sich das bürgerliche Leben – insbesondere im Deutschen Reich – entlang der Bahnstrecken noch lange Zeit nach den Ortszeiten der Haltestellen richtete, mussten die An- und Abfahrtzeiten der Züge entsprechend umgerechnet und örtlich und in den Kursbüchern bekannt gemacht werden. Die für die Reisenden sichtbaren Uhren zeigten die Ortszeit, während die Uhren in den Diensträumen neben der Ortszeit auch die dem Dienstfahrplan zu Grunde liegende Eisenbahnzeit angaben.
Wenn auch im Laufe der Zeit mehrere deutsche Bahngesellschaften eine gemeinsame Eisenbahnzeit für den inneren Dienst angenommen hatten, so blieben doch noch verschiedene Zeitrechnungen nebeneinander bestehen. Hieraus entstanden fortdauernd Fehler, Missverständnisse und Unbequemlichkeiten, besonders auf den Übergangsstationen zwischen Bahngebieten mit verschiedener Eisenbahnzeit, was dringend der Abhilfe bedurfte. In diesem Zusammenhang wurden auch Koordinierungsprobleme im Falle einer Mobilmachung diskutiert: „… im Falle der Mobilmachung müssen alle Fahrtlisten, die an die Truppen gehen, in Ortszeiten und in den in Süddeutschland geltenden Einheitszeiten berechnet sein.“
Das Deutsche Reich erstreckte sich über 17 Längengrade, und seine Ortszeiten differierten um 67 Minuten. Diese geringe Ausdehnung machte es möglich, es später in eine einzige Zeitzone einzugliedern. Zudem lag es etwa mittig über dem die Zeitzone mit MEZ mittelnden 15. Längengrad, so dass die Abweichung der MEZ von der Ortszeit am westlichen und östlichen Rand nur etwa ± ½ Stunde betrug.
In Nordamerika erstreckte sich das Gebiet der Eisenbahngesellschaften über eine wesentlich größere Längengraddifferenz als in den europäischen Staaten, teilweise über den ganzen Kontinent. Da eine einzige Eisenbahnzeit für eine Gesellschaft zu unpraktisch wurde, führten die dortigen Gesellschaften bereits 1883 gemeinsam benutzte Eisenbahn-Zeitzonen ein. Diese unterschieden sich wie später allgemein üblich durch Stundenschritte, was einer Längendifferenz von 15° entspricht, und gründeten auf dem Meridian von Greenwich. Diese Eisenbahn-Zeitzonen wurden unmittelbar nach ihrer Einrichtung zu amtlichen Zeitzonen in Nordamerika und wurden später durch weitere die Erde umspannende Zeitzonen ergänzt. Vorbedingung dafür war die 1884 auf der Meridiankonferenz von Washington erfolgte internationale Vereinbarung für den Meridian von Greenwich als internationaler Nullmeridian.
Am 1. Juni 1891 führten die deutschen Eisenbahngesellschaften die Zeit des 15. Längengrads für den dienstlichen Verkehr und für die Dienstfahrpläne unter der Bezeichnung mitteleuropäische Eisenbahn-Zeit (M. E. Z.) ein.
1892 wurde die Zeit des 15. Längengrads in einzelnen Staaten des Deutschen Reichs (Königreich Bayern, Großherzogtum Baden, Königreich Württemberg) eingeführt und schließlich zum 1. April 1893 für das gesamte Deutsche Reich gesetzlich festgelegt.
Der 15. Meridian östlicher Länge (historisch Meridian von Stargard), an dem sich die Zeitzone der mitteleuropäischen Zeit orientiert, durchquert etwa die Stadt Görlitz. So war Görlitzer Zeit ein früherer Begriff für die spätere mitteleuropäische Zeit MEZ.

## Nach der Einführung des Gesetzes

### Sommerzeit
Die Sommerzeit wurde erstmals während des Ersten Weltkriegs in den Jahren 1916 bis 1918 eingeführt. In der Weimarer Republik blieb man bei der Standardzeit. Während des Zweiten Weltkriegs wurde sie ab 1940 wieder eingeführt – blieb zwischen 1940 und 1942 sogar die Standardzeit. In den Nachkriegsjahren bis 1949 bestimmten die Siegermächte, wann in ihren Besatzungszonen die Zeit umgestellt wurde. Orientiert an der Moskauer Zeit galt in der Sowjetischen Besatzungszone und Berlin beispielsweise von Ende Mai 1945 bis zum September 1945 die sogenannte Hochsommerzeit – mit einer Zeitdifferenz von zwei Stunden zur mitteleuropäischen Zeit. Nach 1949 wurde die Umstellung dann ausgesetzt. Seit 1980, ausgehend von der Ölkrise von 1973, ist die Sommerzeit wieder eingeführt – sie wurde in der BRD und der DDR, politisch abgestimmt, gleichzeitig eingeführt.

### Außerkrafttreten und Nachfolger
Das Gesetz blieb praktisch in der Bundesrepublik und in der DDR gültig. In der Bundesrepublik wurde es 1978 in das Gesetz über die Zeitbestimmung umgewandelt. Im Jahr 2008 wurde dieses Gesetz aufgehoben und sein sachlicher Inhalt in das Gesetz über die Einheiten im Messwesen und die Zeitbestimmung eingegliedert.